# Степанівське
Степа́нівське — село в Чернігівській області України, є частиною Талалаївської селищної громади. За адміністративним поділом до липня 2020 року село входило до Талалаївського району, а після укрупнення районів входить до Прилуцького району. До 2020 року було підпорядковане Рябухівській сільській раді.  Населення — 92 особи, площа — 0,26 км².

## Історія
На мапі 1869 року на території сучасного села позначено Панський будинок та безіменний хутірець. Відсутнє в списку населених пунктів Чернігівської губернії (понад 10 жителів) станом на 1901 рік.
З 1923 року - хутір Степанівський Рябухівської сільради Дмитрівського району Конотопської округи Чернігівської губернії (30 дворів, 146 жителів).
На мапі 1941 року - на місці теперішнього села хутори - Степанівськ (31 двір), Гаврилівський (13) і Смілик (11).